# Jessica Ennis-Hill
Jessica Ennis-Hill, angleška atletinja, * 28. januar 1986, Sheffield, Yorkshire, Anglija, Združeno kraljestvo.
Nastopila je na poletnih olimpijskih igrah v letih 2012 in 2016, leta 2012 je osvojila naslov olimpijske prvakinje v sedmeroboju, leta 2016 pa srebrno medaljo. Na svetovnih prvenstvih je v isti disciplini osvojila naslove prvakinje v letih 2009, 2011 in 2015, na svetovnih dvoranskih prvenstvih zlato in srebrno medaljo v peteroboju, na evropskih prvenstvih pa naslov prvakinje v sedmeroboju leta 2010.